# Cei care plătesc cu viața (film)
Cei care plătesc cu viața este un film dramatic românesc din 1989 scris și regizat de Șerban Marinescu. Rolurile principale au fost interpretate de actorii Ștefan Iordache, Adrian Pintea, Gheorghe Visu și Marcel Iureș. A fost propus la premiul Oscar pentru cel mai bun film străin de către Centrul Național al Cinematografiei, dar propunerea României nu a fost nominalizată. Este bazat pe scrierile lui Camil Petrescu: Patul lui Procust, Jocul ielelor și Cei care plătesc cu viața. Filmul prezintă viața unui jurnalist care este obsedat de ideea dreptății absolute, dar care ajunge să se sinucidă.

## Distribuție
- Ștefan Iordache — Șerban Saru-Sinești, fruntaș politic, ministrul de justiție
- Adrian Pintea — Gelu Ruscanu, directorul ziarului Dreptatea Socială
- Gheorghe Visu — N.D. Velescu, ziarist polemist, prietenul lui Ruscanu
- Marcel Iureș — Dinu Dorcea, actorul celebru iubit de doamna T., prietenul lui Ladima
- Ovidiu Ghiniță — George Demetru Ladima, cronicar dramatic și poet, invalid de război
- Maia Morgenstern — Maria Sinești, soția ministrului, fosta amantă a lui Ruscanu
- Mariana Mihuț — Emilia Enăchescu („Mimi”), actriță iubăreață, fosta amantă a tatălui lui Gelu Ruscanu
- Irina Petrescu — Irena Ruscanu, mama lui Gelu
- Julieta Szönyi — doamna T., creatoare de modă (menționată Julieta Ghiga)
- Valentin Uritescu — Sache Dumitrescu, muncitor tipograf
- Ileana Predescu — bătrâna doamnă Sinești, mama ministrului
- Bujor Macrin — Petre Boruga, muncitor tipograf întemnițat pentru convingerile sale politice
- Petre Simionescu — majordomul actorului Dorcea
- Șerban Cantacuzino — fruntaș politic, apropiat al lui Saru-Sinești
- Ștefan Velniciuc — actorul rival al lui Dorcea
- Tudorel Filimon — regizorul de teatru
- Nicolae Budescu — Bengescu, fruntaș politic provenit dintr-o familie de moșieri
- George Negoescu — Manolescu, fruntaș politic bătrân
- Dan Profiroiu — secretarul lui Șerban Saru-Sinești
- Anghel Deac
- Felix Rizea — ofițerul de jandarmi
- Aristide Teică
- Miron Dumitru
- Vasile Popa — inspector al Siguranței Statului
- Claudia Cărămidă
- Doina Stoian
- Mariana Iacob
- Mircea Kiraly
- Roxana Colceag
- Eugen Sîrbu
- Nicolae Dide
- Aurelian Burtea
- Mihaela Angela Filip
- Mihai Bisericanu
- Cezar Daimaca
- Telly Barbu

## Primire
Filmul a fost vizionat de 588.984 de spectatori în cinematografele din România, după cum atestă o situație a numărului de spectatori înregistrat de filmele românești de la data premierei și până la data de 31 decembrie 2014 alcătuită de Centrul Național al Cinematografiei.